# Tallinna JK
Der Tallinna Jalgpalliklubi, kurz TJK (deutsch: Tallinner Fußballklub), war ein estnischer Fußballverein aus der Hauptstadt Tallinn. Der Klub wurde 1921 gegründet. In den Jahren 1926 und 1928 gewann er die estnische Meisterschaft, in den Jahren 1939 und 1940 den estnischen Pokal. 1944 endete die Existenz des Vereins. Im Jahr 2001 erfolgte die Wiedergründung. Spielstätte war das Wismari Staadion. Am 4. Januar 2008 fusionierte der Verein mit SK Legion Tallinn zum Tallinna JK Legion.

## Erfolge
- Estnische Meisterschaft: 1926, 1928
- Estnischer Pokal: 1939, 1940

## Ehemalige Spieler
- Eduard Ellman-Eelma
- Dmitri Kruglov
- Konstantin Vassiljev